# Buntha
Buntha is een bestuurslaag in het regentschap Aceh Jaya van de provincie Atjeh, Indonesië. Buntha telt 419 inwoners (volkstelling 2010).